# Karl von Roques
Karl von Roques (ur. 7 maja 1880, zm. 24 grudnia 1949) – niemiecki generał piechoty, w stopniu General der Infanterie (odpowiednik generała broni).
W okresie II wojny światowej od kwietnia 1940 do marca 1941, dowódca wojsk wewnętrznych, od marca 1941 – czerwca 1942, dowódca zabezpieczenia rejonu tyłowego (rueckwaertiges Heeresgebiet) grupy armii Południe; od września do października 1941, dowódca Armeegruppe von Roques; od lipca do grudnia 1942, dowódca zabezpieczeniem rejonu tyłowego armii w składzie Heeresgruppe A.
Po procesie w dniu 27 października 1948 roku został skazany na 20 lat pozbawienia wolności, zmarł w więzieniu 24 grudnia 1949.

## Odznaczenia
- Srebrny Krzyż Niemiecki (14 lutego 1943)[1]
- Krzyż Zasługi Wojennej I klasy z mieczami[1]
- Krzyż Zasługi Wojennej II klasy z mieczami[1]
- Krzyż Żelazny I klasy[2] z ponownym nadaniem 1939
- Krzyż Żelazny II klasy[2] z ponownym nadaniem 1939
- Odznaka za Służbę Wojskową[2]
- Kawaler I klasy Orderu Fryderyka z mieczami (Wirtembergia)[2]
- Medal za Waleczność (Hesja)[2]
- Krzyż Fryderyka (Anhalt)[2]
- Krzyż Zasługi Wojennej (Saksonia-Meiningen)[2]
- Order Zasługi IV klasy z mieczami (Waldeck)[2]
- Order Zasługi IV klasy (Waldeck)[2]
- Krzyż Zasługi Wojskowej z dekoracją wojenną (Austro-Węgry)[2]